# Ângulo reto

Um ângulo reto é igual a 90 graus

Um segmento de linha (AB) desenhado para formar ângulos retos com uma linha (CD)

Na geometria e trigonometria, um ângulo reto é um ângulo de exatamente 90° (graus), correspondendo a um quarto de volta. Se um raio é colocado de modo que seu ponto final esteja em uma linha e os ângulos adjacentes sejam iguais, então eles são ângulos retos. O termo é um calque do latim angulus rectus; aqui, reto significa "vertical", referindo-se à vertical perpendicular a uma linha de base horizontal.
Conceitos geométricos intimamente relacionados e importantes são retas perpendiculares, que significam retas que formam ângulos retos em seu ponto de intersecção, e ortogonalidade, que é a propriedade de formar ângulos retos, geralmente aplicados a vetores. A presença de um ângulo reto em um triângulo é o fator que define os triângulos retos, fazendo o ângulo direito básico à trigonometria.

## Na geometria elementar
Um retângulo é um quadrilátero com quatro ângulos retos. Um quadrado tem quatro ângulos retos, além de lados de comprimento igual.
O Teorema de Pitágoras indica como determinar um lado quando um triângulo é um triângulo retângulo.

## Símbolos

Triângulo retângulo, com o ângulo reto mostrado através de um pequeno quadrado

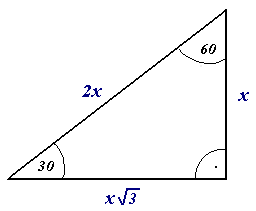
Outra opção de indicar diagramaticamente um ângulo reto, usando uma curva angular e um pequeno ponto

Em Unicode, o símbolo para um ângulo reto é U+221F ∟ RIGHT ANGLE (&angrt;). Não deve ser confundido com o símbolo de forma semelhante U+231E ⌞ BOTTOM LEFT CORNER (&dlcorn;, &llcorner;). Símbolos relacionados são U+22BE ⊾ RIGHT ANGLE WITH ARC (&angrtvb;), U+299C ⦜ RIGHT ANGLE VARIANT WITH SQUARE (&vangrt;), e U+299D ⦝ MEASURED RIGHT ANGLE WITH DOT (&angrtvbd;).
Nos diagramas, o fato de um ângulo ser um ângulo reto geralmente é expresso pela adição de um pequeno ângulo reto que forma um quadrado com o ângulo no diagrama, como visto no diagrama de um triângulo retângulo à direita. O símbolo para um ângulo medido, um arco com um ponto, é usado em alguns países europeus, incluindo países de língua alemã e na Polônia, como um símbolo alternativo para um ângulo reto.

## Euclides
Os ângulos retos são fundamentais nos Elementos de Euclides. Eles são definidos no Livro 1, definição 10, que também define retas perpendiculares. A definição 10 não usa medições de graus numéricos, mas implica diretamente no que é um ângulo reto, ou seja, duas linhas retas que se interceptam para formar dois ângulos iguais e adjacentes. As linhas retas que formam ângulos retos são chamadas perpendiculares. Euclides usa ângulos retos nas definições 11 e 12 para definir ângulos agudos (aqueles menores que um ângulo reto) e ângulos obtusos (aqueles maiores que um ângulo reto). Dois ângulos são chamados complementares se a soma deles for um ângulo reto.
Livro 1, Postulado 4 afirma que todos os ângulos retos são iguais, o que permite que Euclides use um ângulo reto como uma unidade para medir outros ângulos. O comentador de Euclides, Proclus, deu uma prova desse postulado usando os postulados anteriores, mas pode-se argumentar que essa prova faz uso de algumas suposições ocultas. Saccheri deu uma prova também, mas usando uma suposição mais explícita. Na axiomatização da geometria de Hilbert, essa afirmação é dada como um teorema, mas somente depois de muito trabalho de base. Pode-se argumentar que, mesmo que o postulado 4 possa ser comprovado a partir dos anteriores, na ordem em que Euclides apresenta seu material é necessário incluí-lo, pois sem ele o postulado 5, que usa o ângulo reto como unidade de medida, não faz sentido.

## Conversão para outras unidades
Um ângulo reto pode ser expresso em diferentes unidades:
- {\displaystyle {\frac {1}{4}}} de volta
- 90° (graus)
- {\displaystyle {\frac {\pi }{2}}} radianos
- 100 grado (também chamado de gradiano ou gon)
- 8 pontos (de uma rosa dos ventos de 32 pontos)
- 6 horas (ângulo horário astronômico)

## Regra do 3-4-5
Ao longo da história, os carpinteiros e pedreiros conheceram uma maneira rápida de confirmar se um ângulo é um verdadeiro "ângulo reto". Baseia-se no triplo pitagórico mais amplamente conhecido (3, 4, 5) e é chamado de "regra do 3-4-5". Do ângulo em questão, correndo uma linha reta ao longo de um lado com exatamente 3 unidades de comprimento, e ao longo do segundo lado exatamente 4 unidades de comprimento, criará uma hipotenusa (a linha mais longa oposta ao ângulo reto que conecta os dois pontos finais) exatamente 5 unidades de comprimento. Essa medição pode ser feita rapidamente e sem instrumentos técnicos. A lei geométrica por trás da medida é o teorema de Pitágoras ("O quadrado da hipotenusa de um triângulo retângulo é igual à soma dos quadrados dos dois lados adjacentes").

## Teorema de Tales
O teorema de Tales afirma que um ângulo inscrito em um semicírculo (com um vértice no semicírculo e seus raios definidores passando pelos pontos finais do semicírculo) é um ângulo reto.